# Boniches (kommunhuvudort)
Boniches är en kommunhuvudort i Spanien.   Den ligger i provinsen Provincia de Cuenca och regionen Kastilien-La Mancha, i den centrala delen av landet, 180 km öster om huvudstaden Madrid. Boniches ligger 1 048 meter över havet och antalet invånare är 167.
Terrängen runt Boniches är huvudsakligen lite kuperad. Boniches ligger nere i en dal.  Trakten runt Boniches är nära nog obefolkad, med mindre än två invånare per kvadratkilometer. Närmaste större samhälle är Cañete, 7,9 km norr om Boniches. 